# The Weavers
The Weavers — американская фолк-группа, образовавшаяся в 1948 году в Гринвич Виллидж, Нью-Йорк, и оказавшая значительное влияние на развитие современной музыки, положив начало фолк-буму 1950—1960-х годов и став (согласно Allmusic) ключевым звеном, которое связало фолк-сцену с поп-культурой. Квартет, в репертуар которого входил традиционный фолк, версии народных песен разных стран мира, блюз, госпел, рабочие гимны и детские песни, прошёл короткий, но драматический путь — от огромной коммерческой популярности до полного неприятия, став жертвой маккартизма и развернувшейся в начале 1950-х годов «охоты на ведьм».
Пластинки и концерты The Weavers способствовали популяризации песен, которые впоследствии приобрели статус «стандартов»: в их числе — «Goodnight, Irene» (13 недель #1 US), «On Top of Old Smoky», «Follow the Drinking Gourd», «Kisses Sweeter than Wine», «The Wreck of the John B» (известная также как «Sloop John B»), «Rock Island Line», «Midnight Special», «Pay Me My Money Down», «Darling Corey».

## История группы
The Weavers образовались в 1948 году в составе: Ронни Гилберт (англ. Ronnie Gilbert), Ли Хэйз англ. Lee Hays), Фред Хеллерман (англ. Fred Hellerman) и Пит Сигер англ. Pete Seeger); последний в 1940—1941-х годах возглавлял ансамбль Almanac Singers, в состав которого (наряду с Вуди Гатри и Миллардом Лэмпеллом) входил Хэйз. Хеллерман и Гилберт познакомились с Сигером и Хэйзом будучи участниками «Народной песни» (англ. People’s Songs) — кружка авторов и исполнителей, встречавшихся в 1946 году в подвале дома Сигера в Гринвич Виллидж. В 1948 году Хэйз предложил собрать коллектив, аналогичный Almanac Singers, но более организованный и сплочённый.
Некоторое время группа была квинтетом (с Джекки Гибсоном, позже состав покинувшим) и выступала как The No-Name Quartet (сначала в нью-йоркских клубах, а затем на радио, при поддержке фолк-певца Оскара Бранда). Затем, став квартетом, приняла название The Weavers (рус. Ткачи), заимствовав его у пьесы Герхарта Гауптмана (1892).

### Поражение левых. Первые трудности
Некоторое время People’s Songs считались перспективным творческим союзом: свои надежды он связывал с президентской кампанией Генри Уоллеса и Глена Тейлора. Однако после поражения тандема на выборах 1948 года у квартета начались трудности: некоторое время он не мог найти себе постоянную работу.
Первый же год существования группы явился для неё испытанием. Предполагалось, что основной сферой её деятельности будет поддержка профсоюзных съездов, акций и других «прогрессивных» мероприятий, но после поражения Уоллеса выяснилось, что таковых просто не происходит. 1949 год ознаменовался контратакой правых сил в Конгрессе. В некоторых случаях группе приходилось выдерживать физические атаки: например, летом 1949 года на концерте в Пикскилле, Нью-Йорк, в зале началась драка, инициированная группами ветеранов, которых возмутило присутствие на сцене Поля Робсона.
Группа получала в лучшем случае $15 за концерт (в основном, выступая в школах с детским репертуаром) и на большее претендовать не могла. Тем не менее, The Weavers сделали летом и ранней осенью 1949 года несколько записей для небольшого лейбла Charter Records, которым руководил Марио Касетта (англ. Mario Casetta), в недавнем прошлом — союзник People’s Songs, но почти все они оказались неизданными: из-за финансовых трудностей фирма в 1950 году закрылась.

#### Vanguard Club
Почти отчаявшись выжить в сложившейся ситуации, группа накануне Рождества 1949 года пришла на прослушивание в Village Vanguard, нью-йоркский клуб, которым владел Макс Гордон, специалист по джазу. The Weavers имели такой успех, что клуб продлил с ним контракт до начала следующего лета, выплачивая по $250 в неделю. Как отмечали впоследствии специалисты по истории современной музыки, фолк к этому времени стал «артовой» формой музыкального искусства, замкнутой в рамках академической среды. The Weavers предложили публике нечто, до тех пор неслыханное: совершенно бесхитростную и искреннюю манеру исполнения народных песен.
Полгода, проведённые в Vanguard, оказались поворотными в карьере группы. Статус клуба и стремительно растущая популярность группы привели к появлению о ней множества хвалебных статей в прессе. Музыканты познакомились с молодым издателем Харольдом Левенталем, который в свою очередь свёл их с менеджером Питом Камероном (англ. Pete Kameron). Одновременно на The Weavers обратил внимание Гордон Дженкинс, один из ведущих аранжировщиков и оркестровых руководителей тех лет. Дженкинс привел квартет в офис Decca Records (компании, с которой в тот момент работал по контракту), на прослушивание к главе компании Дэйву Кэппу (англ. Dave Kapp). Выступление The Weavers произвело на присутствующих сильнейшее впечатление, но некоторые (согласно биографии на Allmusic) «никто не мог понять, что делать с белыми исполнителями, работающими в столь широком жанровом диапазоне». Decca спохватилась лишь после того, как Митч Миллер из Columbia Records предложил группе  сотрудничество и — по настоянию, опять-таки, Дженкинса — наконец подписала контракт.

#### Контракт с Decca
Первый релиз группы на Decca, сборник рождественских песен, выпущенных долгоиграющей пластинкой в 10"-формате, не привлек к себе внимания. Но уже вторая студийная сессия The Weavers 1950 года, проведённая вскоре после ухода квартета из клуба Vanguard, стала прорывной. Сначала «Tzena Tzena Tzena», в 1941 году написанная на иврите И. Мироном (англ. Issachar Miron) и Дж. Хаггес (англ. Jehiel Hagges) и позже аранжированная Гордоном Дженкинсом, поднялась до #2 в списках бестселлеров журнала Billboard.
Затем «Goodnight Irene», песня из репертуара Ледбелли, записанная 26 мая 1950 года, 30 июня возглавила хит-парад и продержалась на его вершине 13 недель. В конечном итоге обе песни были выпущены двух-А-сторонним синглом, который разошёлся двухмиллионым тиражом.

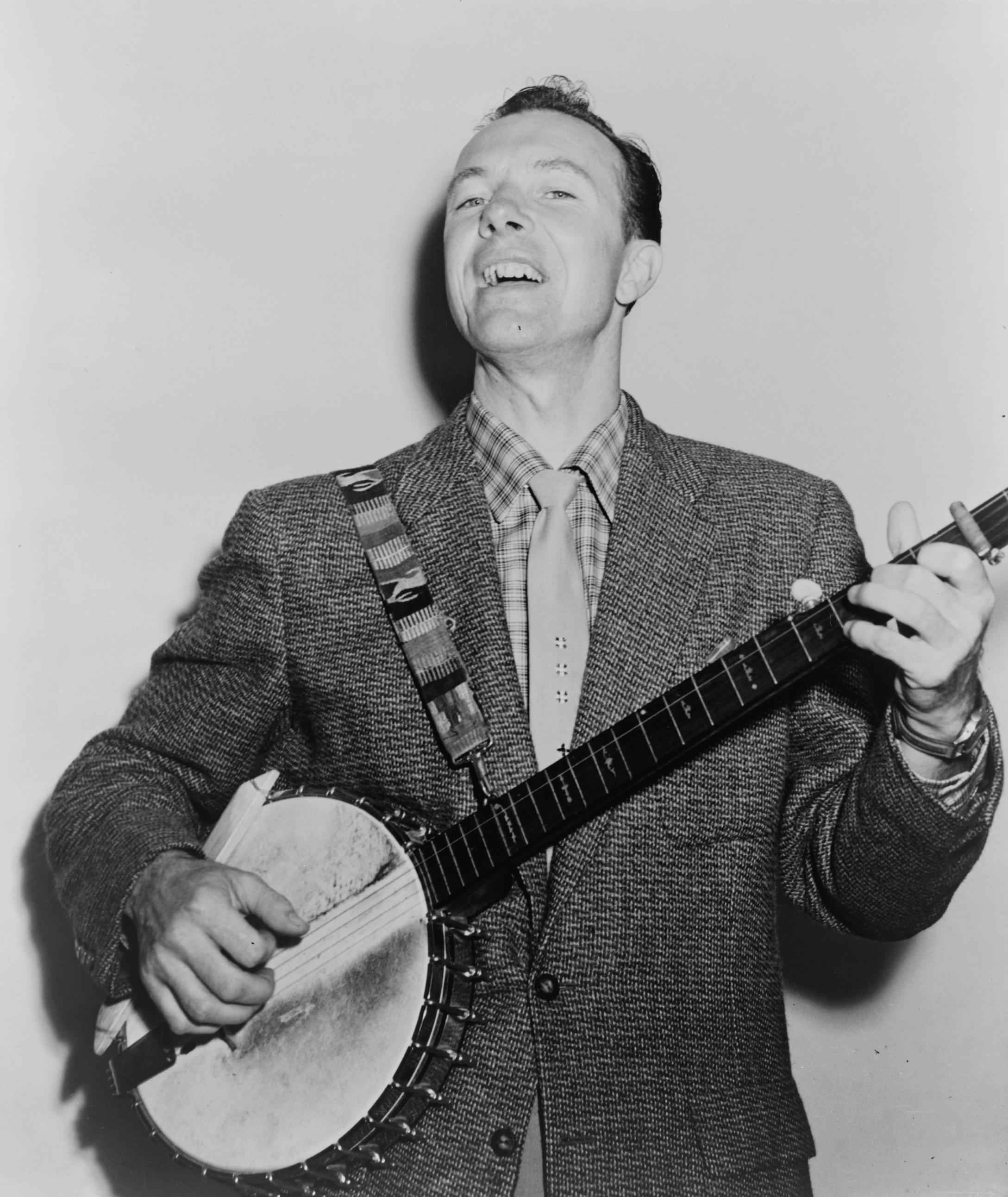
Пит Сигер, 1955 год

Этот успех оказался неожиданным для самых музыкантов. Незадолго до этого вышедшая замуж Гилберт вспоминала, что, отправившись в свадебное путешествие: не могла поверить своим ушам: песню «Tzena Tzena Tzena» играли и музыкальные автоматы, и радиостанции. Более того, вскоре ей пришлось прервать поездку и вернуться в Нью-Йорк: группе необходимо было выполнять концертные обязательства, которых у менеджера Камерона внезапно возникло множество.
В 1950 году в хит-парад вошёл также сингл «The Roving Kind—Pop» (#11). За ним последовали аранжированная Сигером народная песня предположительно из региона Аппалачей «On Top of Old Smokey» (#1 Cash Box, #2 Billboard, #8 Country chart, июнь 1951), записанная и выпущенная под псевдонимом Joel Newman and Paul Campbell «Kisses Sweeter than Wine» (#19, 1951), композиция Вуди Гатри «So Long (It’s Been to Know Yuh)» (#4 Billboard), записанная в Чикаго «When the Saints Go Marching In» (#27, 1951) и «Wimoweh», чант племени Зулу, аранжированный Сигером (#14, 1951).
Сохранилось немного документальных кадров с выступлениям группы. The Weavers снялись в мюзикле «Disc Jockey» (1951) и засняли пять своих хитов — «Goodnight, Irene», «Tzena, Tzena, Tzena», «So Long», «Around the World» и «The Roving Kind» — для телепродюсера Лу Снейдера.
Позже многие критиковали Дженкинса за то, что тот использовал аранжировки со струнными и духовыми инструментами, заметно «расширяя» звучание квартета — в частности, в оригинальных версиях таких песен, как «Goodnight Irene», «Midnight Special» и «Wimoweh». Но, как отмечается в биографии на Allmusic, в то время против этого не возражали ни публика, ни сами музыканты. Напротив, участники группы говорили о том, что им доставил огромное моральное удовлетворение коммерческий успех «Goodnight Irene» (за что благодарить следовало прежде всего Дженкинса с его «пышной» аранжировкой), пусть даже через год после смерти Ледбелли, который так и не дождался этого триумфа. Decca также активно экспериментировала с форматами и аранжировкам; для участия в записи «On Top of Old Smoky» был приглашен фолк-сингер Терри Гилкисон.

#### 1950—1952: годы маккартизма
В течение всего времени, пока группа была на взлёте, менеджер Камерон прилагал все усилия, чтобы к её репертуару никто не мог придраться. Не подписывал он её и к политическим мероприятиям. Более того, концерты The Weavers в политическом отношении были настолько безобидными, что высмеивались левой прессой; в частности, их критиковал (на страницах журнала Sing Out!) бывший коллега Сигера и Хэйза по «Народной песне» Ирвин Зильбер.
Но летом 1950 года, в тот самый момент, когда The Weavers получили предложение вести на телевидении собственную 15-минутную еженедельную программу, антикоммунистическая газета Red Channels выступила с осуждением группы, подвергнув сомнению политическую благонадёжность её участников.
Интерес к группе со стороны концертных промоутеров резко сошёл на нет. Группу не приняли на телевидение. Правда, она записала несколько выступлений для Snader TV и продолжала пользоваться коммерческим успехом: в 1951 году материал The Weavers разошёлся двухмиллионным тиражом, в основном благодаря успеху «Kisses Sweeter Than Wine», версии ирландской народной песни, которую участникам группы также «подарил» Ледбелли.
Но к этому времени The Weavers уже находились под наблюдением ФБР как «сочувствующие коммунистам». Первые проблемы такого рода у Сигера и Хэйза начались ещё в Almanach Singers. Сначала они, будучи коммунистами, выступали с пацифистских позиций, затем, после вторжения нацистской Германии в СССР, изменили свои взгляды на противоположные, за что уже тогда подверглись критике. Во время Второй мировой войны и после неё Сигер и Хэйз активно поддерживали движение левых, в частности, по вопросам разоружения, борьбы за гражданские права и права рабочих. Постепенно за ними прочно закрепилась репутация «коммунистов», проповедовавших опасные, подрывные идеи.
В течение двух лет Камерон ухитрялся обеспечивать группу работой, в основном в маленьких клубах на северо-востоке США, но и здесь каждый раз, когда объявлялось о приезде Weavers, владельцы клубов получали массу угроз в письмах и по телефону.

#### Распад и воссоединение
К концу 1952 года группа решила прекратить свою деятельность.
Decca больше не хотела их записывать, потому что было практически невозможно даже поставлять их пластинки в магазины, на радио их песни больше не звучали. Лейбл продолжал платить музыкантам деньги до окончания их контракта, который истёк в 1953 году.
В течение следующих трёх казалось, что о группе забыли: её пластинок не было в магазинах, песни не звучали в радиоэфире. Ронни Гилберт с мужем переехала в Калифорнию, Фред Хеллерман стал преподавать музыку, Ли Хэйз на радио взялся за сочинение рекламных роликов. Лишь Пит Сигер продолжал выступать — в тех немногочисленных студенческих залах, которые соглашались принять его.
Но в 1955 году Харольд Левенталь предложил квартету воссоединиться и дать хотя был один концерт. Попытка забронировать с этой целью нью-йоркский Town Hall оказалась безуспешной: для большинства поп-промоутеров группа по-прежнему оставалась «запрещённой». И тогда Левенталь пошёл на авантюрный шаг, 9 лет спустя повторённый Брайаном Эпстайном: он забронировал Карнеги-холл, чьё руководство было до такой степени далеко от политики и погружено в мир классической музыки, что не задумывалось о возможных последствиях. Реюнион The Weavers прошёл с аншлагом, концерт был записан и плёнка была издана Vanguard Records, небольшим, но предприимчивым лейблом, руководители которого, братья Мэйнард и Сеймур Соломоны проводили крайне независимую политику.
Альбом At Carnegie Hall имел успех, последовало продолжение (Vol.2), после чего лейбл заключил с квартетом полноценный контракт. Записи Vanguard, отмеченные простым звучанием, без добавления наложенных партий, оцениваются специалистами (как отмечает Allmusic) более высоко, чем материал Decca.

#### Уход Пита Сигера
В 1958 году, разочарованный решением группы принять участие в записи телевизионного ролика, рекламировавшего табачные изделия, Пит Сигер покинул состав и начал сольную карьеру. К этому времени сенатор Маккарти окончательно себя дискредитировал и правые (по выражению Allmusic) «ушли в глухую защиту». В США уже активно развивалась фолк-сцена, возникшая практически под влиянием The Weavers: её ведущими представилеями были Easy Riders (во главе с Терри Гилкисоном; здесь же играли двое участников «People’s Songs», Фрэнк Миллер и Ричард Дёр), и Kingston Trio, чей хит «Tom Dooley» (1958) считается основным стимулом последовавшего затем фолк-бума. В новой обстановке даже «отягощённый репутацией диссидента-ветерана» Пит Сигер сумел без труда получить контракт в Columbia Records.
В состав The Weavers по рекомендации Сигера вошёл Эрик Дарлинг, участник группы The Tarriers: он оставался участником коллектива вплоть до июня 1962, после чего начал соло-карьеру (а позже вошёл в состав джаз-фолк-трио The Rooftop Singers). Сменивший его Фрэнк Хэмилтон провёл в группе менее года: он объявил об уходе незадолго до того, как Weavers должны были отметить своё 15-летние двумя концертами в Карнеги-холле в марте 1963 года.
Фолк-певец Берни Краузе (позже — один из тех, кто первыми использовал муг-синтезатор в популярной музыке) был последним, кто занял «кресло Сигера». В 1964 году The Weavers распались окончательно, дав в Карнеги-холл прощальный концерт.

## После распада

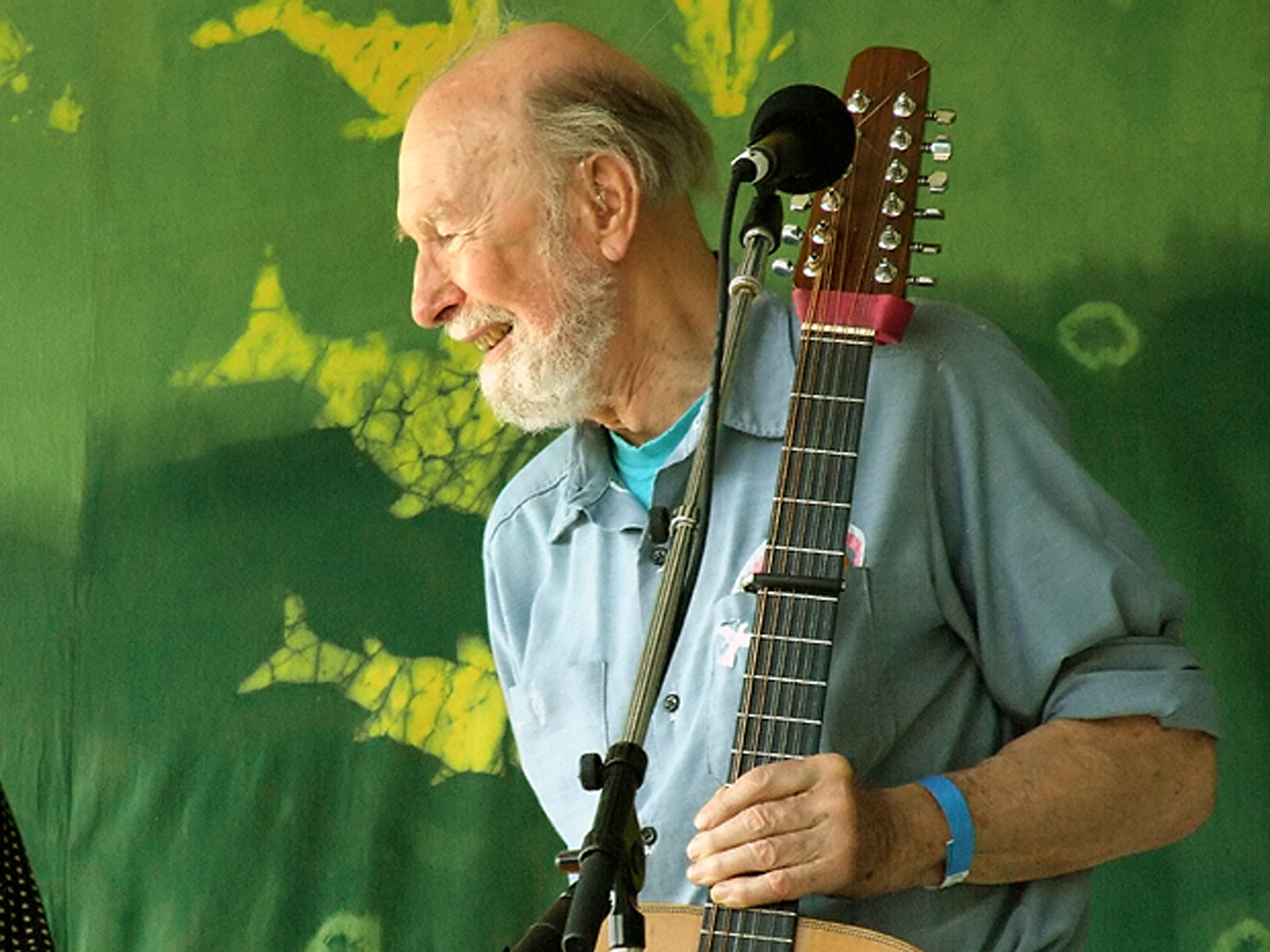
Пит Сигер, 2007

После 1964 года в центре внимания музыкальной общественности продолжал оставаться лишь Пит Сигер. Именно он, признанный мэтр, представил начинающего автора Боба Дилана солидной фолк-аудитории. Позже получили определённый резонанс и некоторые его новые песни, в частности, «Waist Deep in the Big Muddy» о вьетнамской войне.
Определённый успех выпал и на долю Хэйза: песня «Wreck of the John B», написанная им в соавторстве с Карлом Сэндбергом, под новым заголовком, «Sloop John B» стала хитом в исполнении Beach Boys. Позже Хэйз стал своего рода ментором Дона Маклина; последний выступал также и с Питом Сигером.
В ноябре 1980 года квартет в оригинальном составе дал два концерта в Карнеги-холле: об этом попросил Хэйз, выехавший на сцену в инвалидном кресле (он умер год спустя). Записи этого концерта были использованы в фильме «Wasn’t That a Time», документировавший историю Weavers. В 1988 году вышла биографическая книга Дори Уилленс о Хэйзе «Lonesome Traveler».

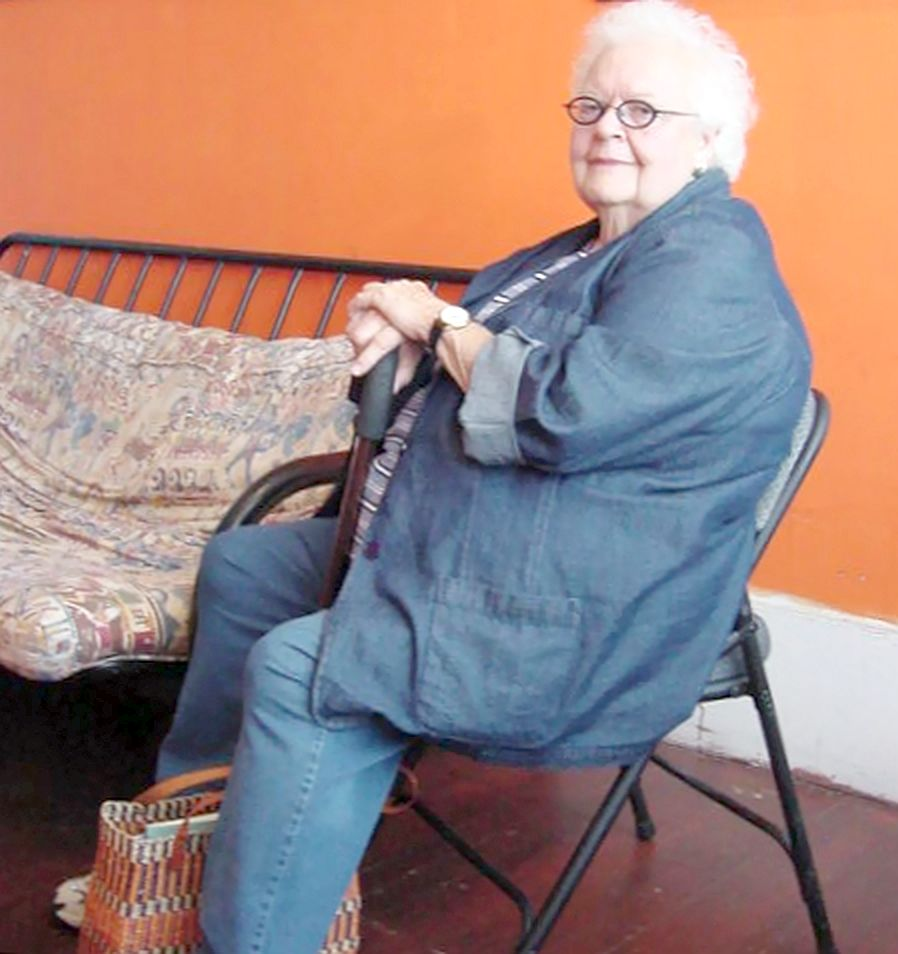
Ронни Гилберт, 2006

Ронни Гилберт после распада группы занялась изучением психологии. Позже она время от времени продолжала гастролировать по США с сольными выступлениями.
Эрик Дарлинг умер 3 августа 2008 года в Чепел-хилле, Северная Каролина, в возрасте 74 лет.
В последние годы вышли два бокс-сета: Wasn’t That a Time (Vanguard), куда вошли записи 1950—1964 годов и Goodnight Irene: The Weavers 1949—1953 (Bear Family). Двойной CD Kisses Sweeter Than Wine, собравший ранее не выпускавшийся материал 1950—1953 годов вышел на Omega Records (лейбле-правопреемнике Vanguard Records).
В 2001 году The Weavers были введены в Vocal Group Hall of Fame. В феврале 2006 года группа получила Grammy (Lifetime Achievement Award); награда была вручена Ронни Гилберт и Фреду Хеллерману, приехавшим на церемонию.

## Дискография

### Альбомы (избранное)
- 1952 — We Wish You a Merry Christmas (Universal Special Products)
- 1957 — The Weavers at Carnegie Hall [live] (Vanguard)
- 1959 — Traveling on With the Weavers
- 1959 — Folk Songs Around the World (Decca)
- 1960 — The Weavers at Carnegie Hall, Vol. 2 [live] (Vanguard)
- 1962 — The Weavers at Home
- 1963 — Reunion at Carnegie Hall, 1963 [live] (AP Records)
- 1963 — The Reunion at Carnegie Hall, 1963, Pt. 2 [live] (Vanguard)
- 1963 — The Weavers' Almanac
- 1965 — Songbook
- 1970 — The Weavers on Tour [live]
- 1984 — Together Again Loom Records
- 1995 — Goodnight Irene (Universal Special Products)[7]